# Lady Liberty
Lady Liberty è il nome di numerosi supereroi immaginari dell'Universo DC.

## Biografia del personaggio
Lady Liberty è un membro della Force of July, una squadra di supereroi finanziata dal governo. Comparve per la prima volta in Batman e gli Outsiders Annual n. 1 (1984). Il suo costume consiste di una tunica e una corona simili a quelli della Statua della Libertà, e parla con un accento francese. Anche se non fu pienamente chiarito nei fumetti, si presume che sia romanticamente coinvolta in una relazione con Major Victory (William Vickers). La sua identità non fu mai rivelata.
Comparve nello special degli Outsiders del 1987, combattendo contro una squadra infiltrata combinata di Outsiders/Infinity, Inc. all'interno del quartier generale della Force in California. La sua squadra sembrò avere inizialmente la meglio, infatti sottomisero e catturarono tutti gli eroi.
Lady Liberty comparve di nuovo durante la Janus Directive, evento crossover tra serie multiple. La Suicide Squad fu manipolata nell'attacco al gruppo e Liberty dovette assistere al decesso di due compagni di squadra, Mayflower e Sparkler. Nondimeno, il resto della Force si unì in un attacco contro Kobra, la forza guida dietro la Direttiva. Liberty si sacrificò per distruggere la capacità di Kobra di uccidere milioni di persone.
In Crisis Aftermath: The Battle for Blüdhaven n. 1 (giugno 2006), comparve una nuova Lady Liberty al fianco dei nuovi Major Victory e Silent Majority. Si chiamarono i Freedom's Ring e furono assunti dal governo per difendere Blüdhaven da ogni metaumano che non rispettava i limiti della città. Questa Lady Liberty fu uccisa da Geiger, membro della Nuclear Legion, in Crisis Aftermath: The Battle for Blüdhaven n. 2.
Quando lo S.H.A.D.E. prese il controllo dei Freedom's Ring, l'equipaggiamento di Lady Liberty fu passato ad un'agente senza nome che ne assunse il ruolo. Due numeri dopo questa nuova Lady Libery venne pugnalata al cuore da Ravager al petto.
Comparve un'altra agente dello S.H.A.D.E. comparve nelle vesti di Lady Liberty nelle pagine di Uncle Sam and The Freedom Fighters n. 4. Dato che i suoi poteri derivavano dal suo costume, le fu strappata la tunica e venne lasciata nuda e senza poteri, su una spiaggia nudista da Raggio (Stan Silver). Si riunì allo S.H.A.D.E. con un nuovo equipaggiamento, ancora combattendo contro i Combattenti per la Libertà.

## Poteri e abilità
Tutte le Lady Liberty portano con loro una torcia che permette loro di lanciare raggi infuocati. La prima Lady Liberty aveva dei latenti poteri psichici che si concentravano sulla torcia; tutte le altre Lady liberty contavano sulla sola torcia per i raggi infuocati.